# Emund den gamle
Emund den gamle (gammelsvensk: Æmunðær gamlæ, Æmunðær gammal, Æmunðær slemæ; født omkring 1000, død 1060) var svensk konge fra ca. 1050 og til sin død i 1060. I Vestgøtalovens kongeliste hedder han Emund Slemme.
Tilnavnet Den gamle fik Emund sandsynligvis, fordi han var omkring 50 år, da han blev konge. Det var en betydelig alder i vikingetiden og middelalderen. Han var søn af Olof Skötkonung og halvbror til sin forgænger Anund Jakob.
Emund den gamle er først og fremmest kendt fra Adam af Bremens latinske historieværk om de nordiske folk. Edmund var døbt, men ifølge Adam tog han ikke sin kristne dåb seriøst og var ingen rigtig troende. Adam kan forstås på flere måder: Dels at Emund aktivt støttede den engelske missionsvirksomhed på bekostning af ærkebispestolen i Hamburg-Bremen, dels i at Emund forsøgte at lade den nye kristne tro eksistere ved siden af den gamle, traditionelle asatro. Denne religiøse tolerance kan være blevet forsøgt af den selvudnævnte ærkebiskop Osmund eller Osmundus i et forsøg på ikke at virke truende på folket og asatroende specielt. Emund afviste ærkebispesædet i Hamburg-Bremens krav om at få udskiftet Osmundus med deres egen biskop.
Man mener, at Emund den gamle sammen med den danske konge Svend Estridsen kan have haft ansvaret for den første formaliserede grænsedragning mellem Sverige og Danmark. Det siges også at Emund sendte sin søn Anund Emundsson til kvenernes land, hvor sønnen skal være død af forgiftet vand. Da Emund ikke havde andre børn blev han efterfulgt af en stormand fra Västergötland ved navn Stenkil. Edmund den gamle blev således den sidste kongen af Munsöætten.